# نگاردماو
نگاردماو (به لاتین: Ngardmau) یک منطقهٔ مسکونی در پالائو است که در پالائو واقع شده‌است. نگاردماو ۵۳ کیلومتر مربع مساحت و ۱۸۵ نفر جمعیت دارد.